# András Szente
András Szente, född 10 december 1939 i Budapest, död 14 september 2012 i Florida, var en ungersk kanotist.
Szente blev olympisk silvermedaljör i K-2 1000 meter vid sommarspelen 1960 i Rom.